# Goblet d'Alviella

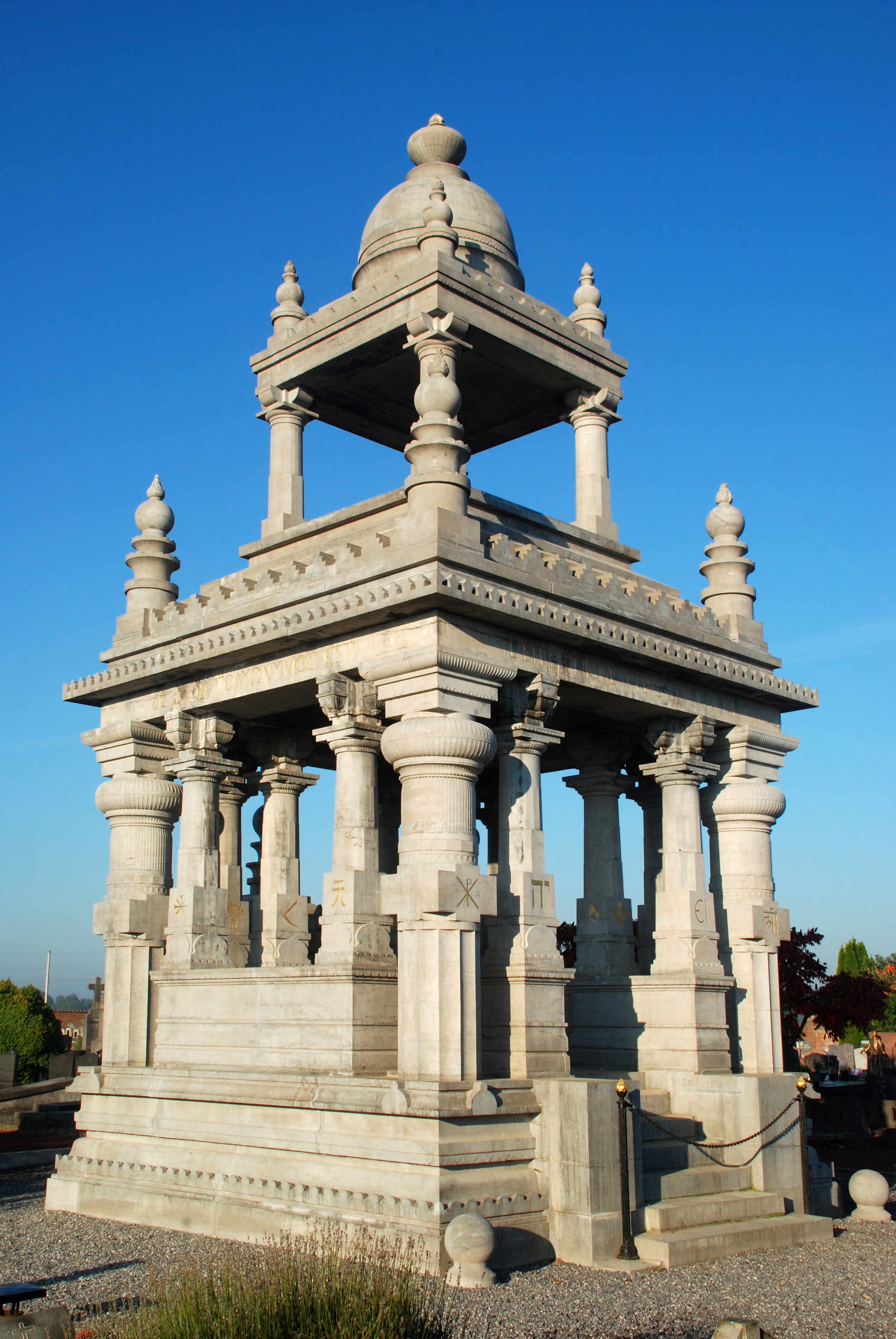
Mausoleum van Goblet d'Alviella in Court-Saint-Étienne

Goblet d'Alviella is een geslacht waarvan leden sinds 1838 tot de Belgische adel behoren.

## Geschiedenis
De bewezen stamreeks begint met Albert Jean Goblet die in 1719 in Avesnelles overleed en wiens dochter op 28 oktober 1668 werd gedoopt, eerste vermelding van dit geslacht. Op 21 april 1838 werd Albert Goblet (1790-1873) door koningin Maria II van Portugal verheven tot graaf d'Alviella, nadat hij als buitengewoon gezant en gevolmachtigd minister van België aan het Hof te Lissabon in 1837 naar Portugal was getrokken om de koningin van raad te voorzien. Op 20 november 1838 werd hij ingelijfd in de Belgische adel onder de naam Goblet d'Alviella met de titel van graaf voor alle mannelijke afstammelingen. Hij werd de stamvader van de Belgische adellijke familie Goblet d'Alviella die ministers en andere bestuurders voortbracht. Door het huwelijk van zijn achterkleinzoon Félix met Eva Boël (1883-1956), dochter van senator Gustave Boël, ging de familie tot de rijkste families van België behoren met veel grond in Court-Saint-Étienne waar een afstammeling burgemeester is.

### Wapenbeschrijving
- 1838: Parti d'or, à trois merlettes de sable, et d'argent, à l'écusson d'azur, chargé de cinq besans d'argent, pointés de sable, posés en sautoir, au chef de sable, au lion issant d'or, armé et lampassé de gueules. L'écu couvert d'une couronne de comte, surmonté d'un heaume d'argent, orné, grillé et couronné d'or, fourré d'azur, aux lambrequins à dextre d'or et de sable, à senestre d'argent et d'azur. Cimier: une merlette de l'écu. Supports: deux lions d'or, le tout posé sur une terrasse de sinople. Devise: 'Simpliciter et innocue'.

## Enkele telgen
Albert graaf Goblet d'Alviella (1790-1873), eerste minister
- Louis Goblet d'Alviella (1823-1867), legatiesecretaris, verkreeg in 1845 motu proprio wapenvermeerdering; trouwde in 1844 met Coralie gravin d'Auxy de Neufvilles (1815-1885) die als erfgename van het kasteel van Court-Saint-Étienne dit inbracht in de familie Goblet[1]
  - Eugène graaf Goblet d'Alviella (1846-1925), minister (PL)
    - Félix graaf Goblet d'Alviella (1884-1957), voorzitter van de Hoge bosraad en van de Fédération Internationale de Gymnastique
      - Jean graaf Goblet d'Alviella (1921-1990), burgemeester (PRLW-PRL) van Court-Saint-Étienne
        - Patrick graaf Goblet d'Alviella (1950), kunstschilder
        - Richard graaf Goblet d'Alviella (1948), voorzitter van de raad van bestuur van Sofina, bewoner van het kasteel van Court-Saint-Étienne
        - Michaël graaf Goblet d'Alviella (1955), diplomaat en burgemeester (MR) van Court-Saint-Étienne